# ستيفن مكنمارا
ستيفن مكنمارا (بالإنجليزية: Stephen McNamara)‏ هو لاعب قذف أيرلندي، ولد في 1973 في Ennis ‏ في جمهورية أيرلندا.